# Nadnidziański Park Krajobrazowy
Nadnidziański Park Krajobrazowy – park krajobrazowy położony na południu województwa świętokrzyskiego, nad rzeką Nidą. Został utworzony w grudniu 1986 roku. Siedziba zarządu znajduje się w Pińczowie. Zajmuje powierzchnię 228,886 km². Powierzchnia otuliny to 263,12 km². Park obejmuje tereny należące do gmin Busko-Zdrój, Imielno, Kije, Michałów, Nowy Korczyn, Opatowiec, Pińczów, Wiślica i Złota. Otulina parku, poza wymienionymi gminami, leży także na terenie gminy Chmielnik.
Osią parku jest Nida ze swoją doliną. W dolinie rzeki występują starasowane zbocza, meandry oraz starorzecza. Miejscami rzeka rozdziela się na wiele koryt. Jest to szczególnie częste tam, gdzie przyjęła ona formę rozlewiska. Wśród rozlewisk Nidy spotykane są bagna i tereny podmokłe.
Park obejmuje swoim zasięgiem także Garb Pińczowski ze stromymi stokami i płaską wierzchowiną. Wznosi się on na wysokość 100 m ponad otaczający go teren. Występują tu ostańce wykształcone w wapieniach litotamniowych. Są one poprzecinane wąwozami, które wytworzyły się w lessach.
W obrębie Niecki Soleckiej pospolite są wychodnie gipsu, tworzące skalne urwiska. Przykładami form krasu są liczne jaskinie, ponory, wywierzyska, jeziorka krasowe i bramy skalne. Występują one w okolicach Gacek, Wiślicy i Buska-Zdroju. W Gorysławicach znajdują się żłobki krasowe. Krasowe formy występujące w Nadnidziańskim Parku są unikatowe w skali kraju. Do najcenniejszych należą gipsy wielkokrystaliczne (szklicowe). Kryształy, z których są zbudowane, osiągają długość 3,5 m.

## Rezerwaty przyrody
Na terenie parku znajduje się 9 rezerwatów przyrody:
- Góry Wschodnie
- Grabowiec
- Krzyżanowice
- Pieczyska
- Przęślin
- Skorocice
- Skotniki Górne
- Skowronno
- Winiary Zagojskie